# 稚内市立ノシャップ寒流水族館
稚内市立ノシャップ寒流水族館（わっかないしりつノシャップかんりゅうすいぞくかん）は、北海道稚内市にある水族館。稚内市青少年科学館が隣接しており、どちらも水族館・科学館施設としては日本最北端に所在する。

## 概要
北海道百年記念事業および稚内市開基90年を記念して1968年（昭和43年）に開園した。
北の水族館ならではの北方系・稚内市付近の魚類、水中生物、哺乳類を中心に約120種1300点を飼育、展示しているのが特徴。水量80トンの回遊水槽にはイトウ、ソイ、カレイ、ホッケ、オオカミウオなどが回遊している。飼育数日本最大級のゴマフアザラシやフンボルトペンギンの他、ニシン、ウニ、タコ、クリオネ、デンキウナギ、ドクターフィッシュ、熱帯魚なども居る。
1978年から2001年まで日本で唯一のマユダチペンギンが飼育されていた。
2009年度の入館者数は34,051人。

## 開館日・開館時間・入館料
- 夏期間：4月29日から10月31日　9時から17時　※入館は16時40分まで
- 冬期間：11月1日から11月30日、翌年2月1日から3月31日　10時から16時　※入館は15時40分まで

冬期間は開館時間中であっても、15時を過ぎると暗くなる（日が暮れるのが早い）ことに注意。
- 入館料：一般（高校生・大人）500円、小中学生100円（20名以上の団体は一般400円、小中学生は80円）

## 休館日
4月1日から28日、12月1日から翌年1月31日

## アクセス等
- 宗谷バス（稚内駅バスターミナルからノシャップ方面）
- 駐車場40台